# Le Fabuleux Destin de madame Petlet
Pour plus de détails, voir Fiche technique et Distribution.
Le Fabuleux Destin de madame Petlet est un film français écrit et réalisé par Camille de Casabianca, sorti en juillet 1995.

## Synopsis
Madame Petlet (Maïté), une femme pleine de bon sens, quitte son mari et monte à Paris où elle trouve un emploi de nounou chez une scénariste (Camille de Casabianca). Cette dernière, en panne d'idées, harcelée par sa patronne avide d'audimat (Michèle Laroque), découvre en Madame Petlet une source d'inspiration intarissable. Sans qu'elle s'en rende compte, elle l'épie et lui vole mille détails de sa vie pour écrire une série... Contre toute attente, la série a un succès fulgurant.

## Fiche technique
- Titre original : Le Fabuleux Destin de madame Petlet
- Réalisation : Camille de Casabianca
- Scénario : Camille de Casabianca
- Photographie : Patrick Blossier
- Décors : Yves Brover
- Costumes : Monic Parelle
- Son : Nicolas Naegelen et Jean-Paul Loublier
- Montage son : Nathalie Hubert
- Musique : Jorge Arriagada
- Montage : Yann Dedet
- Production : Félix Films
- Pays de production :  France
- Format : couleurs - 35 mm - 2,35:1
- Genre : comédie
- Durée : 90 minutes
- Date de sortie : 
  - France : 12 juillet 1995

 Sauf indication contraire, les informations mentionnées dans cette section peuvent être confirmées par la base de données cinématographiques IMDb,  présente dans la section « Liens externes ».

## Distribution
- Maïté : Janine Petlet
- Camille de Casabianca : Nathalie Reyter
- Jean-Pierre Darroussin : Hervé Reyter
- Michèle Laroque : Marcie
- Richard Guedj : Robert Petlet
- Gérard Hernandez : Sammy
- Isabelle Olive :  Christelle Petlet
- Eric Seigne : Mickaël Petlet
- Jean Laurens : Nestor Reyter
- Pascal Metge : Le technicien vidéo
- Serge Baillet
- Julien Cafaro : L'assistant de Marcie
- Elsa Chabrol
- Zazie Delem : L'hôtesse
- Deddy Dugay
- Mathe Duroux
- Jean-Michel Farcy
- Franck Jazédé
- Sylvester Maziarz
- Oury Milshtein
- Bernard Montiel
- Jean O'Cottrell
- Frankie Pain : La postière de Cusset
- Patrick Poivre d'Arvor
- Géraldine Sourbets

 Sauf indication contraire, les informations mentionnées dans cette section peuvent être confirmées par la base de données cinématographiques IMDb,  présente dans la section « Liens externes ».

## Réception
Ce film a été salué par la critique (Télérama, Figaro, Weekly Variety, les Cahiers du cinéma, le Nouvel Obs...).  et primé dans des festivals internationaux. Il a notamment reçu le 21st Century Award à New York en 1996 et Maïté le prix de la meilleure actrice au festival international de Valence, en Espagne.[réf. souhaitée]
Le film a remporté le prix d'Avignon « New York Film Festival » 1996 : Best Feature France pour Camille de Casabianca.